# Ramón Arellano Félix
Ramón Eduardo Arellano Félix (Culiacán, Sinaloa, 31 de agosto de 1964-Mazatlán, Sinaloa, 10 de febrero de 2002) fue un narcotraficante mexicano que junto a sus hermanos fundó y dirigió el Cártel de Tijuana, una organización criminal dedicada al narcotráfico.

## Biografía
Ramón Eduardo Arellano Félix nació el 31 de agosto de 1964 en Culiacán, Sinaloa. Fue el quinto de los seis hermanos Arellano Félix: Francisco Rafael, Benjamín, Carlos, Eduardo, Ramón y Francisco Javier. También tiene una hermana, Enedina Arellano Félix, de quién se dice es la actual líder de la organización.
Ramón fue el más sanguinario de los Arellano Félix, quiénes tenían una disputa con Joaquín "El Chapo" Guzmán líder del Cártel de Sinaloa. En dicha guerra destaca un atentado contra Guzmán llevado a cabo el 24 de mayo de 1993 en la ciudad de Guadalajara dónde falleció el cardenal Juan Jesús Posadas Ocampo.
El 18 de septiembre de 1997, Ramón Arellano Félix se convirtió en el fugitivo número 451 incluido en la lista de los diez más buscados por el FBI. Antes de su inclusión en la lista de fugitivos más buscados en los Estados Unidos, había sido acusado en una acusación sellada en el Tribunal de Distrito de los Estados Unidos para el Distrito Sur de California, de conspiración para importar cocaína y marihuana con fines de tráfico de drogas.

## Asesinato
El 10 de febrero de 2002 Ramón Arellano Félix fue asesinado durante un tiroteo en Mazatlán, Sinaloa. Ese día, Ramón circulaba en un automóvil blanco en sentido contrario cuando un policía lo detectó y le dijo que se detuviera, sin embargo, Ramón desobedeció y comenzó a disparar contra los agentes. Los ministeriales rápidamente repelieron la agresión y lo asesinaron. Algunas versiones señalan que Ramón Arellano Félix llegó a la ciudad de Mazatlán con la intención de asesinar a Ismael "El Mayo" Zambada, líder del Cártel de Sinaloa y que fue este último quién al enterarse de la presencia de Ramón Arellano en la ciudad, ordenó su asesinato.

## En la cultura popular
En la serie de Netflix y Univision de 2017, El Chapo, Rolf Petersen interpreta a Ramón Avendaño (una interpretación ficticia de Ramón Arellano Félix). Arellano Félix es interpretado por Manuel Masalva en el drama criminal de 2018, Narcos: México.